# Schmidt-Zabierow-Hütte
Die Schmidt-Zabierow-Hütte (auch von-Schmidt-Zabierow-Hütte) ist eine Alpenvereinshütte der Sektion Passau des Deutschen Alpenvereins. Sie liegt am europäischen Fernwanderweg E4 alpin.

## Lage
Die Schmidt-Zabierow-Hütte liegt auf 1966 m ü. A. Höhe am Rand der Großen Wehrgrube in den Loferer Steinbergen im Bundesland Salzburg. Sie ist Ausgangspunkt für nahezu alle Gipfel der Loferer Steinberge, die aufgrund der geringen Ausdehnung der Gruppe meist in Hüttennähe liegen.

## Geschichte
1888 übernahm die Sektion Passau des DuOeAV die Steinbergalm-Hütte auf 1280 m Seehöhe in den Loferer Steinbergen. Um einen höhergelegenen Stützpunkt für Besteigungen in den Loferer Steinbergen zu erlangen, wurde die Schmidt-Zabierow-Hütte, benannt nach dem Gründer der Sektion Passau, nach langwieriger Planungs- und Genehmigungsphase am 9. September 1899 nach zweimonatiger Bauzeit eingeweiht. Seit dieser Zeit wurde die Hütte mehrere Male umgebaut und erweitert. 1995 wurde ein Nebengebäude errichtet, sodass auch die Anzahl der Lagerplätze erhöht werden konnte. 2004 erfolgte der Abriss und Neubau des Küchen- und Sanitärtrakts, 2016 ein Erweiterungsbau am Nebengebäude.

## Zustiege
- Der kürzeste Zustieg führt durch das Loferer Hochtal (Weg 601) über die Treter in 2½ Stunden zur Hütte.
- Von St. Ulrich am Pillersee über das Wehrgrubenjoch (Weg 613) in 4 Stunden.
- Von Waidring über den Griesbachsteig und die Waidringer Nieder in 4 Stunden.
- Von St. Martin bei Lofer über den Schärdinger Steig und den Sattel in 3 Stunden.
- Von St. Ulrich am Pillersee durch das Grieseltal und das Rotschartel in 4 Stunden.

## Tourenmöglichkeiten
- Großes Ochsenhorn (2511 m) über den Normalweg in 2½ Stunden
- Reifhorn (2485 m) in 2 Stunden
- Breithorn (2404 m) in 2 Stunden über die Waidringer Nieder
- Nuaracher Höhenweg über Mitterhorn/Großes Hinterhorn nach St. Ulrich am Pillersee in 10 Stunden
- Nackter-Hund-Klettersteig auf das Mitterhorn/Große Hinterhorn in 2½ Stunden

Für den Kletterer bieten sich diverse Möglichkeiten für Klettertouren in verschiedensten Schwierigkeitsgraden in den Loferer Steinbergen sowie an einem Klettergarten in Hüttennähe.